# Rontalon
Rontalon este o comună în departamentul Rhône din sud-estul Franței. În 2009 avea o populație de 1.133 de locuitori.

## Evoluția populației
| An        | 1975 | 1982 | 1990 | 1999 | 2006  | 2009  |
| --------- | ---- | ---- | ---- | ---- | ----- | ----- |
| Populație | 635  | 641  | 717  | 896  | 1.054 | 1.133 |